# Международный день сознательных отказчиков от военной службы
Междунаро́дный день сознательных отказчиков от вое́нной слу́жбы (англ. The International Conscientious Objectors' Day) отмечается 15 мая в связи с тем, что 15 мая 1997 года Бундестаг, федеральный парламент ФРГ, издал резолюцию о реабилитации тех, кого военное правосудие нацистской Германии преследовало за отказ от военной службы по убеждениям и за дезертирство.

## История возникновения

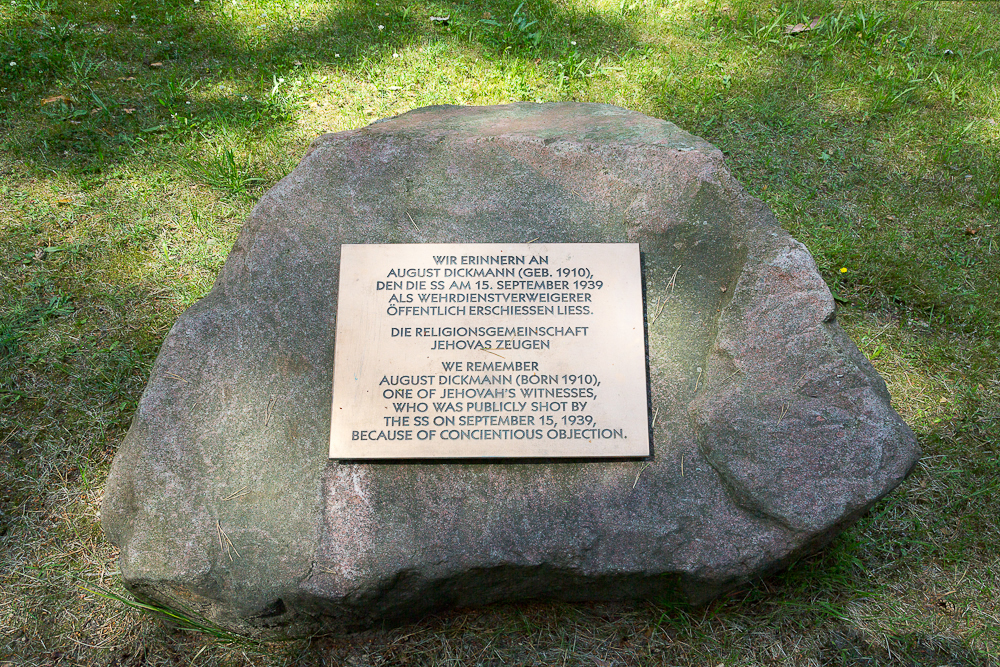
Мемориальный камень в честь Августа Дикманна — первого человека, убитого нацистами за отказ от военной службы (исповедовал религию свидетелей Иеговы).

Международный день сознательных отказчиков от военной службы был учрежден на первой международной встрече сознательных отказчиков в Копенгагене в 1981 году.
15 мая 1997 года немецкий федеральный парламент, Бундестаг, издал резолюцию о реабилитации тех, кого правосудие Третьего рейха репрессировало за отказ от военной службы по убеждениям и за дезертирство. В этой резолюции говорилось: «Вторая мировая война была войной агрессии и истребления, преступлением, совершённым нацистской Германией». Нацистское военное правосудие практиковало жестокое преследование тех, кто больше не хотел участвовать в этом преступлении.
С приходом к власти национал-социалистов в 1933 году религиозные организации, не допускавшие для своих членов службы в армии: Свидетелей Иеговы, адвентистов-реформистов и др. были запрещены, а их подпольная деятельность преследовалась. Отказчикам и дезертирам было вынесено более 30 000 смертных приговоров, 25 000 из них были приведены в исполнение.
В майской резолюции 1997 года Бундестаг признал, что приговоры нацистских военных судов были не справедливы по отношению к ценностям, провозглашенным правовым государством. Но Акт от 25 августа 1998 года, аннулирующий нацистские приговоры, на самом деле не реабилитировал дезертиров. В отличие от других групп-жертв, их реабилитация зависит от рассмотрения личного дела. Каждый уцелевший должен предоставить жалобу в общественную прокуратуру, если он хочет быть реабилитирован. Война закончилась более 50 лет назад, и те немногие, кто дожил до этих дней, отказываются проходить данную процедуру. Реабилитация немецких солдат вскоре после окончания Второй мировой войны проходила намного легче и быстрее.

## Акции, приуроченные к Международному дню отказчика

### В мире

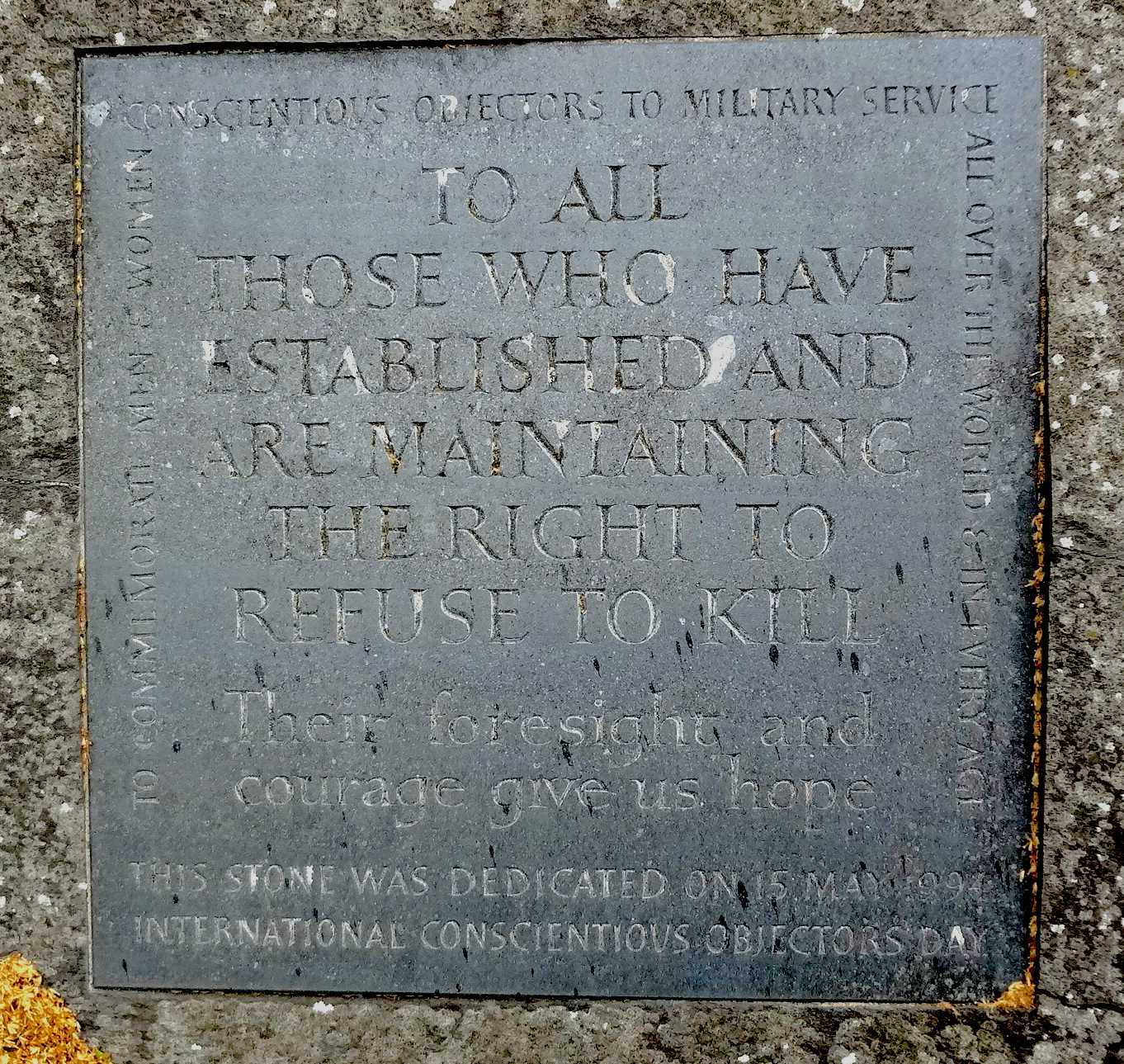
Мемориальный камень в честь сознательных отказчиков, установленный 15 мая 1994 года в Лондоне, в Тависток-сквере

В настоящее время в подавляющем большинстве европейских стран, в том числе и в России, право на отказ от военной службы и замену её на альтернативную гражданскую службу является конституционной нормой. Данное право, как элемент права на свободу мысли, совести и вероисповедания, гарантировано Всеобщей декларацией прав человека, Международным пактом о гражданских и политических правах, Европейской конвенцией о защите прав и основных свобод человека. Помимо ОБСЕ и других правительственных международных организаций за соблюдением права личности на отказ от военной службы наблюдают и многочисленные неправительственные правозащитные организации, такие как «Международная Амнистия» или «Антивоенное сопротивление». В День сознательных отказчиков эти организации проводят различные акции. «Антивоенное сопротивление» ежегодно 15 мая проводит конференцию, посвященную ситуации с отказом от военной службы в той или иной стране.
15 мая 1994 года на Тависток-сквер в центре Лондона был поставлен камень «в память тех, кто отказывался и отказывается проходить воинскую службу по своим убеждениям во всем мире и во все времена, добиваясь тем самым права не убивать».
В 1997 году на месте концлагеря Маутхаузен, в пригороде австрийского города Линц, Европейское Бюро отказа от военной службы организовало мемориальную церемонию для отказчиков. Была открыта мемориальная доска.
В мае 1999 года при поддержке фонда им. Генриха Бёлля Европейское бюро сознательного отказа от военной службы провело в Бухенвальде семинар «Защита и признание дезертиров», на котором публично почтили дезертиров Вермахта.
15 мая 2000 года на месте концлагеря Маутхаузен был открыт мемориал в честь 20 тысяч немецких солдат, приговоренных к смерти за отказ воевать.
15 мая 2001 года впервые в бывшем немецком концентрационном лагере Бухенвальд был открыт мемориальный камень с надписью: «В память о жертвах нацистского военного правосудия, которые отказались служить в армии, так как не хотели служить криминальному режиму. За период с ноября 1944 года по март 1945 года несколько сотен обвинённых военным судом были посланы в концентрационный лагерь Бухенвальд. Почти все из них были отправлены отсюда в концентрационный лагерь Миттель-Дора. Многие не выжили». Мероприятие в Бухенвальде призвано почтить смелый поступок дезертиров. Организаторы этого мероприятия уверены, что дезертирство было политически необходимым и почётным актом. Они требуют правовую реабилитацию умерших и оставшихся в живых дезертиров нацистской армии, поддерживают необходимость достойной компенсации, например, выплаты пенсий за их страдания в тюрьмах и концлагерях.

### В России

#### 2002 год
В Москве российские антимилитаристы встретили этот день публичной акцией, а военные — открытием специальной общественной приемной по вопросам призыва. «Если защита Родины состоит в том, чтобы убить [в Чечне] 20 тыс. стариков и детей, то мы призываем к отказу от такого „гражданского долга“, — заявил председатель Антимилитаристской радикальной ассоциации Николай Храмов. — Лучше иметь неприятности, чем участвовать в этой войне, лучше рисковать, стать дезертиром, чем соучастником военных преступлений».

#### 2003 год
В Перми сторонники альтернативной гражданской службы отметили этот день, собравшись в Центре поддержки демократических молодёжных инициатив.

#### 2004 год
К этой дате «Молодежное Правозащитное Движение» подвело итоги опроса о ситуации с соблюдением прав призывника. Исследование проводилось в рамках кампании правозащитного движения и называлось — «Твое право не воевать». Опрос проводился в 7 городах России: Воронеже, Ростове-на-Дону, Москве, Ставрополе, Владимире, Калуге и Нижнем Новгороде.

#### 2005 год
В Москве на Тверском бульваре группа активистов анархистских организаций «Автономное действие», «Хранители радуги» и «Еда вместо бомб» — около 20 человек — провела акцию против войны в Чечне, против планов Минобороны отменить отсрочки в армии и увеличить к 2008 году число призывников, вообще армии как института государственной власти и за отказ от воинской службы.
Символом акции стал трехметровый макет балалайки, установленный на Тверском бульваре.
«Министр обороны предложил начать с людей творческих профессий — „талантливых балалаечников“. Именно поэтому мы сделали балалайку символом нашего сопротивления милитаристскому безумию!» — говорится в листовке, распространяемой в ходе акции. Кроме того, на месте проведения акции была организована бесплатная раздача вегетарианской еды, а также «удостоверений балалаечников». Позже демонстранты направились к кинотеатру «Художественный», который находится рядом с Генштабом, и продолжили акцию там.
В Санкт-Петербурге 17 мая группа из семи человек — активистов «Единой народной партии солдатских матерей» — с криками: «Нет призывному рабству!» бросила в Неву бутылку с «посланием потомкам», в котором содержался протест против войны в Чечне, армейской реформы и увеличения военного бюджета и было поведано о тех, кто ещё пытается с этим бороться. В надежде на то, что наступит время, когда о призывном рабстве будут вспоминать так же, как сейчас о крепостном праве.
В Самаре молодые антимилитаристы отметили этот день уличной акцией по раздаче листовок против войны в Чечне. Затем состоялся кинопоказ документальных и учебных фильмов о нарушениях прав человека в российской армии и процедуре защиты прав призывников. Акцию снимала местная телекомпания СКАТ.

#### 2008 год
В Новокузнецке активисты «Молодёжного агентства гражданского просвещения» вышли на Театральную площадь. За час было роздано около двухсот листовок.
В Самаре вскоре после начала акции были задержаны её организатор и участники. В правоохранительных органах заявили, что задержанные нарушили Закон о проведении митингов.
Карельское отделение Молодёжной правозащитной группы обратилось с открытым письмом к президенту России Д. А. Медведеву с призывом отменить в стране всеобщую воинскую повинность. Они напомнили руководителю государства, что ещё в 1996 году первый президент РФ Борис Ельцин в своем предвыборном указе намеревался упразднить всеобщую воинскую обязанность с 2000 года.

#### 2009 год
Представители «Автономного действия — Уфа» и сочувствующие девушки у входа в военкомат Орджоникидзевского района поставили фотографию с траурной лентой и подписью «Здесь может оказаться любой призывник»: собирательный образ призывника-солдата, тех, кто погибает в ходе боевых действий, учений или в войсковых частях. Были возложены цветы и зажжены свечи. Рядом разместили плакат с надписью «Провожаем на время, теряем навсегда»… Было роздано порядка 150 листовок.
В Самаре прошла символическая акция «Наш сапог снят!» — торжественное снятие и сожжение на берегу Волги кирзового солдатского сапога.
В Саратове 16 мая у памятника Чернышевскому более десятка участников акции, представляющие СД «ВПЕРЕД» и «Антикризисное народное сопротивление», выступили за отмену принудительного призыва и статьи УК РФ за уклонение от призыва, полной амнистии всех осужденных по этой статье и немедленного прекращения облав на лиц, уклоняющихся от призыва. В руках они держали плакаты, смысл которых заключался ровно в противоположном: «Стройбат — гордость Российской армии!», «Требуем увеличить срок службы до 25 лет!» и т. п.
На радио «Свобода» прошла беседа «Альтернативная служба в России» с участием руководителя проекта «Гражданин и армия» Сергея Кривенко.
В Ярославле 22 мая на пл. Юности состоялся пикет против «призывного рабства» и нарушения прав человека в российской армии. Участниками были члены СД «ВПЕРЕД», СоцСопра, СКМ и ряда анархистских организаций Ярославля. «Че Гевара никогда не служил в буржуазной армии» — этот лозунг был напечатан на форзаце информационной листовки, которая активно раздавалась прохожим.